# Патријарх александријски Јован III
Патријарх Јован III Никиот (Ιωαννης Γ' ο Νικαιωτης; преминуо 22. маја 516) је био патријарх Александријски (505−516). монофизит. Назива се Јован III у Православној цркви и Јован II у Коптској цркви, која није признала Јована Талају.
Био је монах који је живео усамљеничким животом у пустињи све док није 29. маја 505. године изабран за александријског патријарха.
Био је познат као аутор многих хагиографских дела и беседа.
Био је савременик римског цара Анастасија I, који је подржавао нехалкидонске цркве, и Севера Антиохијског, присталица монофизитства у Сирији.
Анастасије је 505. године у име цара одржао говор у коме је Зенонов Енотикон поново протумачен у смислу недвосмисленог одобравања монофизитства и Диоскора и осуде Халкидонског сабора. Државна црквена политика је постала монофизитска, а присталице Халкидона су прогањане. Међутим, након смрти цара Анастасија, однос снага се променио у корист Халкидонових присталица.